# Militia Dei
Militia Dei (dobesedno slovensko Božji vojaki) je papeška bula, ki jo je napisal papež Evgen III. leta 1145.
S to bulo papež potrjuje privilegije vitezov templarjev, predvsem njihovo neodvisnost od lokalnih cerkvenih veljakov. Podeljuje jim pravico do pobiranja desetine in gradnje svojih kapel s pokopališčem. Poleg tega vključuje pod svojo zaščito tudi družine, odvisno osebje, živino in zgradbe templjarjev.
Ta bula je bila skupaj z bulama Omne datum optimum in Milites Templi pravna osnova reda templjarjev, pa tudi opravičilo za njihovo bogato imetje.